# 평창 상원사 영산전 석가삼존·십육나한상 및 권속
평창 상원사 영산전 석가삼존·십육나한상 및 권속(平昌 上院寺 靈山殿 釋迦三尊·十六羅漢像 및 眷屬)는 대한민국 강원특별자치도 평창군 진부면 상원사에 있는 조선시대의 불상이다. 2011년 8월 12일 강원특별자치도의 유형문화재 제162호로 지정되었다.

## 개요
이 불상들은 조각수법이 정교할 뿐만 아니라 제작연대(1711년) 및 작자를 명확히 알려주는 복장유물을 동반하고 있고, 개성 있고 다양한 모습의 특징 있는 형태들로 당대 16나한상 연구에 중요시 되어야 할 작품이다.

## 같이 보기
- 십육나한상

## 참고 자료
- 평창 상원사 영산전 석가삼존·십육나한상 및 권속 - 국가유산청 국가유산포털